# Finale della Coppa delle nazioni africane 1996
La finale della Coppa delle nazioni africane 1996 si disputò il 3 febbraio 1996 allo Soccer City Stadium di Johannesburg, tra le nazionali di Sudafrica e Tunisia. La partita fu vinta dal Sudafrica per 2-0 si aggiudicò il suo primo trofeo nella massima competizione tra nazionali maschili africane.

## Le squadre
| Squadra   | Finali (o spareggi) disputate in precedenza (il grassetto indica la vittoria) |
| --------- | ----------------------------------------------------------------------------- |
| Sudafrica | Nessuna                                                                       |
| Tunisia   | 1 (1965)                                                                      |

## Cammino verso la finale

### Tabella riassuntiva del percorso
| Squadra   | Pt | G |
| --------- | -- | - |
| Sudafrica | 6  | 3 |
| Egitto    | 6  | 3 |
| Camerun   | 4  | 3 |
| Angola    | 1  | 3 |

| Squadra        | Pt | G |
| -------------- | -- | - |
| Ghana          | 9  | 3 |
| Tunisia        | 4  | 3 |
| Costa d'Avorio | 3  | 3 |
| Mozambico      | 1  | 3 |

## Tabellino
| Arbitro: | Charles Masembe |

|                      |           |  |
| M. Williams 73’, 75’ | Marcatori |  |

| Sudafrica | Tunisia |

| Sudafrica     |    |                 |     |     |
|               |    |                 |     |     |
| P             | 1  | Andre Arendse   |     |     |
| D             | 2  | Sizwe Motaung   |     |     |
| D             | 4  | Lucas Radebe    |     |     |
| D             | 5  | Mark Fish       |     |     |
| D             | 9  | Neil Tovey      |     |     |
| C             | 21 | Eric Tinkler    |     |     |
| C             | 8  | Linda Buthelezi | 29’ | 51’ |
| C             | 15 | Doctor Khumalo  |     |     |
| C             | 10 | John Moshoeu    |     |     |
| A             | 6  | Phil Masinga    |     | 65’ |
| A             | 17 | Shaun Bartlett  |     |     |
| Sostituzioni: |    |                 |     |     |
| A             | 19 | Helman Mkhalele |     | 51’ |
| A             | 11 | Mark Williams   |     | 65’ |
| CT:           |    |                 |     |     |
| Clive Barker  |    |                 |     |     |

| Tunisia           |    |                       |             |     |
|                   |    |                       |             |     |
| P                 | 1  | Chokri El Ouaer       |             |     |
| D                 | 14 | Sabri Jaballah        | Ammonizione |     |
| D                 | 6  | Ferid Chouchane       |             |     |
| D                 | 4  | Mounir Boukadida      |             |     |
| D                 | 5  | Hédi Berkhissa        |             |     |
| C                 | 20 | Riadh Bouazizi        |             | 77’ |
| C                 | 10 | Kaies Ghodhbane       |             | 46’ |
| C                 | 12 | Sofiane Fekh          |             |     |
| C                 | 8  | Zoubeir Baya          |             |     |
| A                 | 11 | Adel Sellimi          |             |     |
| A                 | 18 | Mehdi Ben Slimane     |             |     |
| Sostituzioni:     |    |                       |             |     |
| D                 | 21 | Lassâad Hanini        |             | 46’ |
| A                 | 9  | Abdelkader Ben Hassen |             | 77’ |
| CT:               |    |                       |             |     |
| Henryk Kasperczak |    |                       |             |     |